# Будаївський район
Будаївський район — адміністративно-територіальна одиниця, утворена 7 березня 1923 року в складі Київської округи. Районний центр — село Будаївка. 21 вересня 1927 року район було ліквідовано шляхом включення більшості сільських рад до складу території, підпорядкованої Київській міській раді. Окремі сільські ради відійшли до складу Васильківського та Макарівського районів.

## Адміністративний поділ та населення
На 1925 рік площа району становила 651,5 тис. км². Населення становило 58 039 осіб. 
На 1926 рік населення становило 59 670 осіб, а з сільськими населеними пунктами, що обліковувалися за "міською" програмою (Боярка з Будаївкою, Білицька, Мишеловська, Совська сільради, хутори Любка та Червоний Трактир) - 65 925 осіб.
Район складався із 39 сільських рад, що включали до свого складу 175 населених пунктів - з них 44 села, решта - хутори, селища, радгоспи, залізничні будки, залізничні казарми та лісові сторожки.
Сільські ради: Будаївська (16 населених пунктів), Білогородська (9 н. п.), Білицька (у тексті Беличська) (5 н. п.), Бобрицька (2 н.п.), Бузівська (7 н.п.), Гатнянська (4 н.п.), Глеваська (9 н.п.), Гореницька (5 н.п.), Гурівщинська (у тексті Гуровщинська) (7 н.п.), Данилівська (3 н.п.), Дзвінківська (у тексті Звонківська) (2 н.п.), Желянська (6 н.п.), Жорнівська (3 н.п.), Забірська (1 н.п.), Княжицька (3 н.п.), Кожухівська (3 н.п.), Крюківщинська (4 н.п.), Липово-Скитянська (2 н.п.), Литовсько-Витянська (4 н.п.), Личанська (1 н.п.), Лісницька (4 н.п.), Лучанська (4 н.п.), Малютянська (4 н.п.), Мархалівська (2 н.п.), Микільсько-Борщагівська (у тексті Микольсько-Борщаївська) (9 н.п.), Мишеловська (9 н.п.), Музичанська (6 н.п.), Неграшівська (3 н.п.), Петропавлівсько-Борщагівська (у тексті Петро-Павло-Борщівська) (1 н.п.), Петрушківська (3 н.п.), Пирогівська (7 н.п.), Поштово-Витянська (1 н.п.), Романівська (6 н.п.), Совська (2 н.п.), Софіївсько-Борщагівська (1 н.п.), Тарасівська (4 н.п.), Хотівська (10 н.п.), Шпитьківська (4 н.п.), Юрівська (1 н.п.). 